# Radar automatique
Pour un article plus général, voir Contrôle routier de la vitesse.
Pour les articles homonymes, voir radar (homonymie).
Un radar automatique (ou un radar photographique en québécois) est un dispositif de contrôle routier installé en bord de chaussée qui combine un cinémomètre radar à un système optique d'identification des véhicules excédant la vitesse maximale autorisée.
De tels dispositifs automatisés de contrôle de vitesse sont installés essentiellement dans des cabines sur les routes de quelque soixante-dix états, en particulier aux États-Unis, dans l'Union européenne et au Canada. On les trouve également embarqués à bord de véhicules opérant à l'arrêt dans quelques pays, et même en mouvement en France.

## Fonctionnement

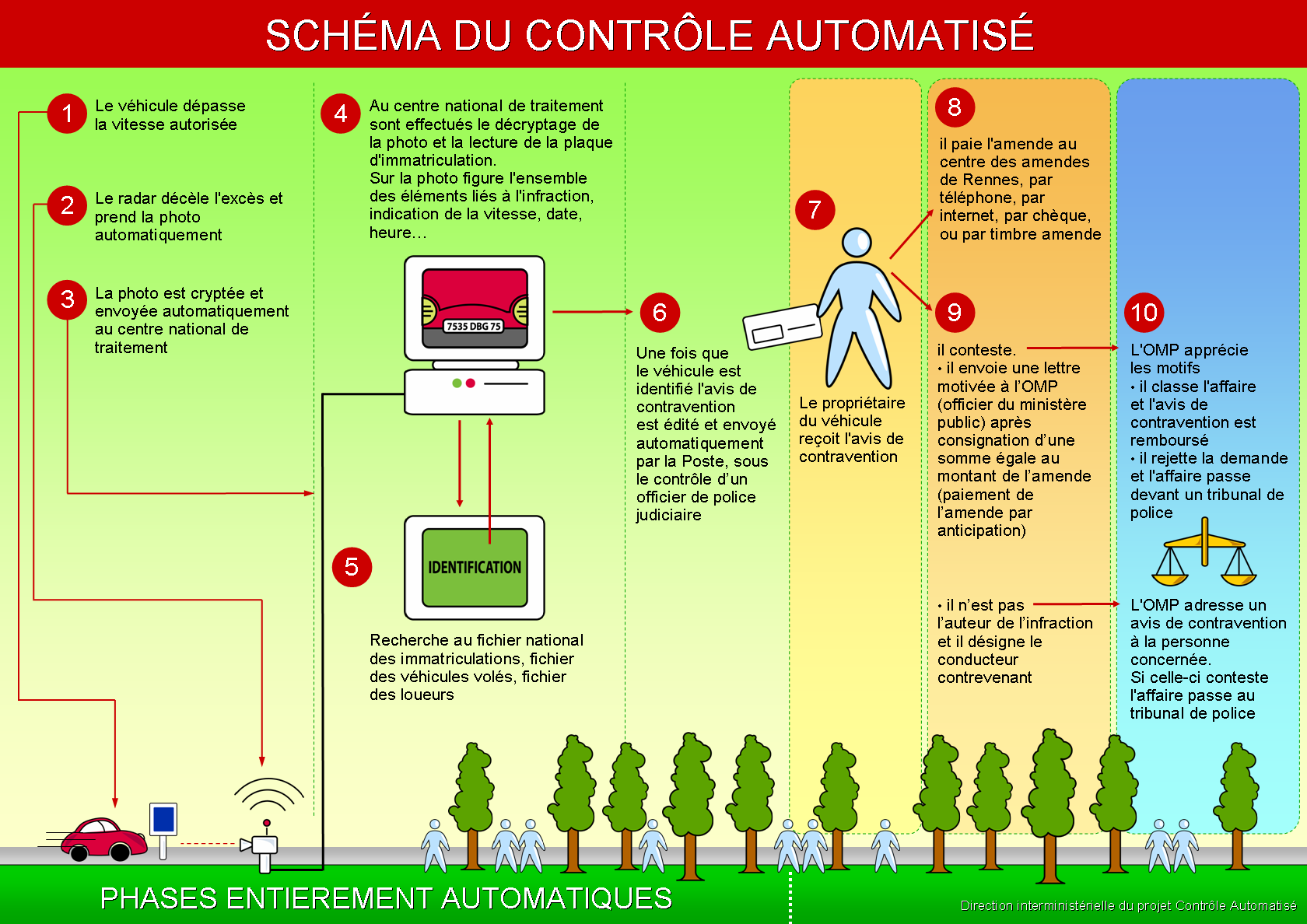
Schéma explicatif de la procédure entre la prise de vitesse par un radar automatique et le processus judiciaire en France

Constitué d'une armoire métallique munie de vitres blindées, il contient :
- un cinémomètre radar (Mesta 210[3] fabriqué par la société Sagem pour les radars français de première génération) qui mesure la vitesse instantanée des véhicules par application de l’effet Doppler dans le domaine des micro-ondes en SHF (Super High Frequencies), la plupart en bande K, sur 24 GHz.

La deuxième génération Mesta 210C permet de mesurer la distance des véhicules et donc de déterminer quel véhicule parmi plusieurs commet l'infraction. Cette prouesse est due à l'utilisation de la technologie bi-Doppler mise au point par Sagem. La troisième génération est le Mesta 2000 ;
- un dispositif de prise de vue (SVR 2000[5]) fabriqué par la société Positive (rachetée par Sagem) pour les radars français et qui permet de réaliser la prise de deux vues d'un véhicule dont la vitesse a préalablement été déterminée par le cinémomètre auquel il est couplé, d'adjoindre à ces prises de vues les données réglementaires (la vitesse mesurée, la date et l'heure de la mesure) et d'autres données (telles que le numéro de la vue, les références du lieu, l'identification de l'unité qui opère le contrôle, ainsi qu'un commentaire facultatif). Couplé à la caméra numérique haute résolution (Allied Vision…), un flash illumine le véhicule, garantissant un éclairage correct de la plaque d'immatriculation.

La dernière génération Vigie-01, beaucoup plus précise, de radars fixes, homologuée en 2010 par la Société Parifex, a pour particularité, à l'aide d'un système laser couplé au système traditionnel Falco-01, d'attribuer une vitesse limite spécifique par type de véhicule (poids-lourds ou véhicules légers) et d'indiquer la voie de circulation du véhicule en infraction.
Selon une publication de l'OMS de 2017, le contrôle automatisé de la vitesse est le moyen le plus efficace de réduire la vitesse.

### Radar anti-bruit
Les détecteurs acoustiques directionnels, faussement appelés radars antibruits, sont dotés du capteur acoustique de l'association Bruitparif. Ils sont dotés de quatre microphones. Cette technique permet de mesurer l'angle de provenance du bruit le plus fort. Le modèle Méduse est expérimenté à Paris, depuis l'été 2019. Les radars antibruits existent également au Royaume-Uni, pour une période test de sept mois

### Radar tronçon
Les radars tronçons mesurent la vitesse moyenne de chaque véhicule sur un tronçon donné.

## Par pays

### Afrique

#### Maroc
Diverses villes du Maroc, sur leurs axes les plus accidentogènes, sont dotées[Quand ?] de 522 radars automatiques de nouvelle génération[C'est-à-dire ?][réf. non conforme].

### Union européenne

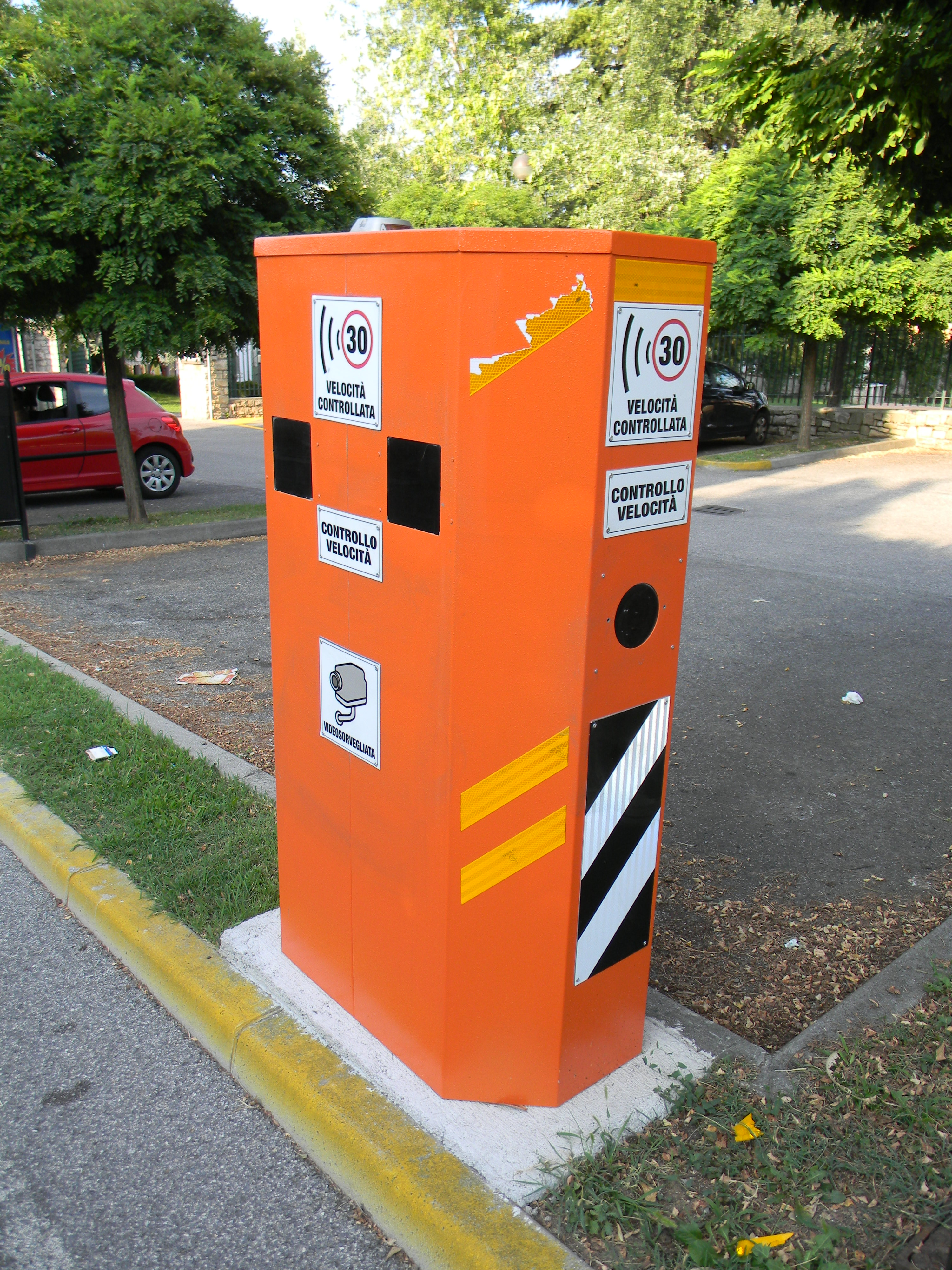
Un radar automatique en Italie

Le traité de Maastricht a établi en 1992 la compétence de la Communauté pour améliorer la sécurité routière, politique rattachée à la politique commune des transports (article 71 du traité instituant la Communauté européenne modifié par le traité sur l'Union européenne).
Dans l'Union européenne, le transport par route est de loin le plus dangereux et le plus coûteux en vies humaines.
Le programme d'action en faveur de la sécurité routière 2003-2010 prévoyait un catalogue de mesures comme le renforcement des contrôles routiers, le déploiement de nouvelles technologies de sécurité routière, l'amélioration de l'infrastructure routière et des actions visant à améliorer le comportement des usagers. L'objectif final était de réduire d'au moins 50 % le nombre des tués à l'horizon 2010. Toutefois, en 2006, il a semblé que l'objectif serait difficile à atteindre.

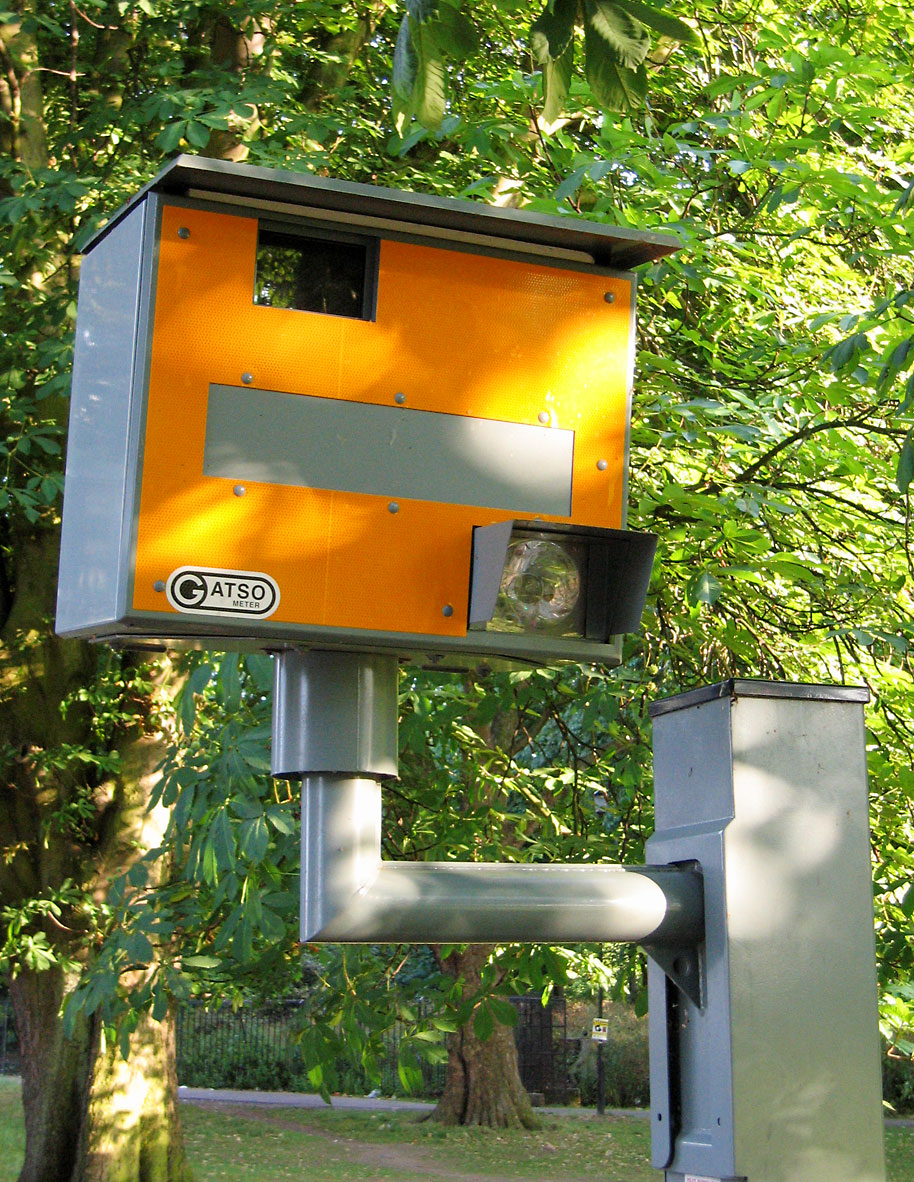
Radar et appareil photo de marque Gatso à Cambridge (Grande-Bretagne)

Chaque année, 1,3 million d'accidents corporels causent plus de 40 000 morts et 1,7 million de blessés. Le coût, direct ou indirect, a été évalué à 160 milliards d'euros, soit 2 % du PNB de l'Union européenne (UE). Certains groupes de population ou catégories d'usagers sont particulièrement vulnérables : les jeunes de 15 à 24 ans (10 000 tués par an), les piétons (7 000 tués) ou les cyclistes (1 800 tués). Les causes de ces problématiques sont : la vitesse excessive, l'inattention et la somnolence, la consommation d'alcool ou de drogues, la non-utilisation des ceintures de sécurité, l'insuffisance de protection, l'existence de points noirs routiers, le non-respect des temps de conduite et de repos pour le transport professionnel, et la mauvaise visibilité.
La Commission a également décidé le 22 octobre 2003 « de recommander aux États membres d'intégrer dans un plan national de contrôle les meilleures pratiques en fait de mesures de contrôle. Ils devraient évaluer les résultats à intervalles réguliers et adapter leurs plans le cas échéant. » Parmi les mesures à inclure figure « l'utilisation de dispositifs automatisés de contrôle de la vitesse (caméras automatisées), complétés par des procédures permettant de traiter un grand nombre d'infractions. »
L'Union européenne recommande à ces États membres (décision du 6 avril 2004), « de veiller à ce que des dispositifs automatisés de contrôle de la vitesse soient employés sur les autoroutes, les routes secondaires et les artères urbaines et veiller à ce que les contrôles soient faits de manière à garantir leur efficacité, c'est-à-dire qu'ils soient effectués régulièrement sur des tronçons où le non-respect est fréquent et entraîne une augmentation du risque d'accidents ».
Selon ces mêmes recommandations, les « sanctions […] pour les excès de vitesse » doivent être « efficaces, proportionnées et dissuasives » et « les sanctions prévoient la possibilité d'une suspension ou d'un retrait du permis de conduire et d'une immobilisation du véhicule en cas d'infraction grave. »
Par ailleurs, il est recommandé aux États membres de s'échanger les infractions, pour les résidents en dehors des frontières internes.
Les résultats doivent être évalués tous les deux ans.
Les pays qui ont mis en place ce genre de contrôle sont notamment l'Autriche (79 fixes et 77 mobiles, 1 235 détecteurs, et 82 caméras), le Royaume-Uni, l'Espagne, la France, la Belgique et les Pays-Bas.
En plus des radars automatiques sur les bords des routes, il existe une décision de la Commission du 17 janvier 2005 relative à l'harmonisation du spectre dans la bande de fréquences des 24 GHz en vue de l'utilisation limitée dans le temps par des systèmes radar à courte portée pour automobile dans la Communauté (Journal officiel L 21 du 25 janvier 2005).
Dans l'Union européenne, le code de la nomenclature des marchés publics définissant les « caméras de contrôle de la vitesse » est le 29816100-3.
Le radar automatique est reconnu comme étant un outil de sécurité routière peu onéreux car pour chaque euro dépensé dans l'installation d'un radar, trois euros sont récupérés en moyenne.
Dans 17 pays de l'UE, les infractions peuvent être échangées entre les pays membres dans le cadre de la Directive (UE) 2015/413 du Parlement européen et du Conseil du 11 mars 2015 facilitant l'échange transfrontalier d'informations concernant les infractions en matière de sécurité.
On estime à 37 000 le nombre de radars dans l'UE. La position des 26 000 radars présents en France, Allemagne, Belgique, Pays-Bas, Pologne, Luxembourg, Grande-Bretagne, Suède, Italie, Espagne, Portugal et Suisse est diffusée en données ouvertes.

#### Autriche
En juin 2002, l'Autriche évalue le lecteur automatique de plaques d'immatriculation. Les photos sont faites sur l'arrière du véhicule, ainsi que sur toute sa longueur. En raison des normes de respect de la vie privée, tous les aspects sont traités par la police, et le nom des personnes ne peut pas être livré à des sous-traitants. Le traitement des films est effectué par des entreprises privées, mais pas l'envoi des contraventions. Le propriétaire du véhicule a la responsabilité de savoir qui conduit le véhicule à tout instant.
En pratique, la plupart des propriétaires acceptent d'être le conducteur. Dans le cas d'une entreprise, le directeur doit donner le nom du conducteur. La motivation est faible pour poursuivre les véhicules non autrichiens. Les dossiers d'infractions sont toujours traités manuellement. L'infraction peut être poursuivie pendant six mois maximum, une pellicule de caméra contenant quatre cents photos, plusieurs jours peuvent être nécessaires à son remplissage.
Des conducteurs résidant dans d'autres pays de l'Union peuvent être poursuivis.

#### Belgique
Début 2019, la Belgique compte 2 076 radars.

#### Espagne
L'Espagne compte 750 radars fixes, 543 unités mobile et 127 radar tronçons en 2021.

#### France

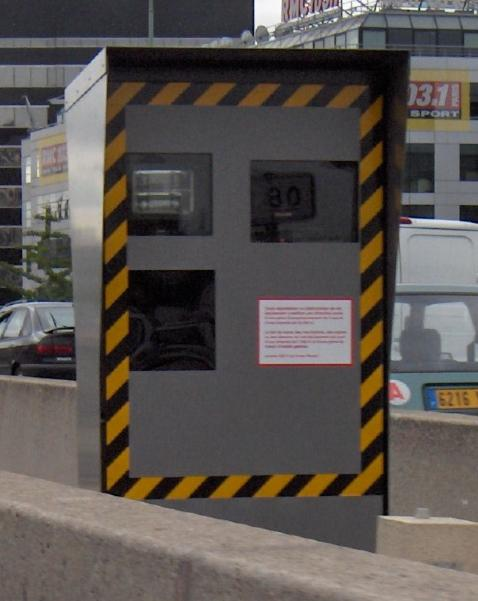
Deuxième génération de radar automatique (France), plus compacte et plus précise.

En France, depuis 2003, une directive gouvernementale à l'initiative de Nicolas Sarkozy, ministre de l'intérieur de l'époque, dans le cadre de la sécurité routière généralise les radars automatiques dans le cadre du contrôle-sanction automatisé. Les équipements utilisés sont fabriqués par Morpho (Sagem) et Parifex, et implémentés soit dans un boîtier fixe, soit sur trépied démontable, soit encore embarqués dans des voitures de police ou de gendarmerie spécialement équipées. Un algorithme de reconnaissance de caractère est appliqué aux photographies numériques pour verbalisation.
Les amendes émises en France, pour des véhicules immatriculés en France, sont envoyées au titulaire de la carte grise du véhicule. Ce titulaire peut soit payer une amende minorée, soit désigner un autre conducteur, soit contester la réalité de l'infraction (auquel cas l'intégralité du montant de l'amende devra être laissée en caution et sera gardée si la procédure n'aboutit pas). La procédure de perte de points au permis (pour l'instant seulement si c'est un permis français) est automatique, mais en général beaucoup plus longue à intervenir.
À la fin 2012, il devrait y avoir 2 200 radars automatiques le long des routes françaises (1 473 en 2008).
D'après le journal Auto Plus du 14 octobre 2013, 4 200 radars automatiques seront en service en 2014 (chiffre qui reste stable) mais une modernisation générale du système se profile :
- 85 cabines (les plus vieilles et les moins rentables) sont échangées par 45 radars tronçons et 40 « doubles faces » ;
- 220 « hiboux » remplacés par 110 radars mobiles (Renault Mégane et Peugeot 208), 90 radars de chantiers et 20 radars de feux rouges.

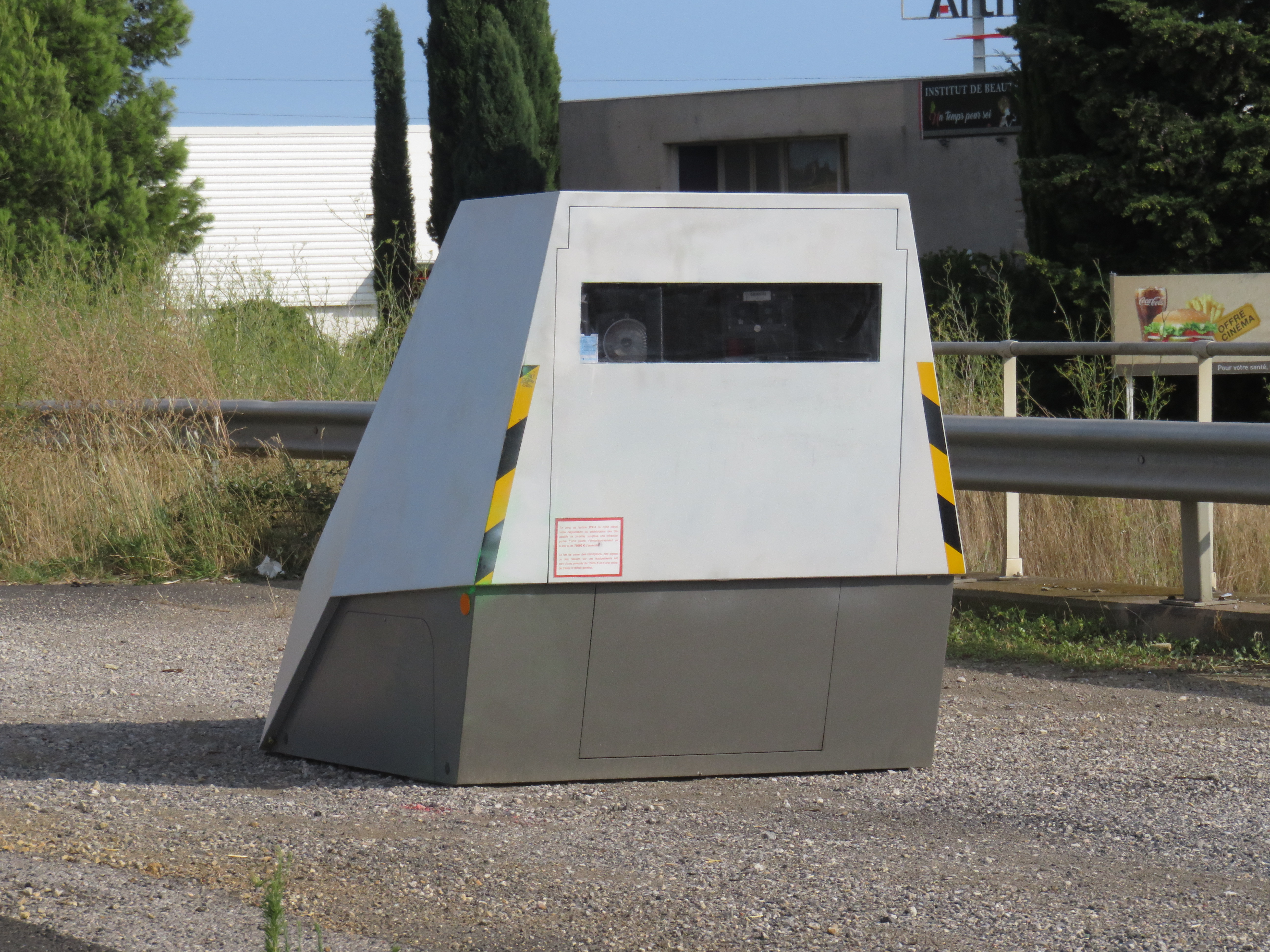
Un radar de chantier, pouvant être déplacé.

Il existe plusieurs sortes de radars : les cabines fixes flashant par l'arrière, par l'avant, les deux, discriminant les camions des voitures, les radars tronçons, ceux de passages à niveau et ceux de feux rouges. Il faut ajouter les nouveaux radars embarqués qui flashent dans le sens de circulation, ceux qui doublent la voiture et ceux qui viennent en face, et ceux de chantiers montés sur remorque.
En 2017, la France compte environ 4 700 radars, ainsi qu'entre 10 000 et 12 000 dispositifs non équipés d'une caméra mais susceptibles d'en accueillir une,,,. Ces radars factices ne sont pas nouveaux et déjà le sujet apparait dans les médias en 2007 puis revient fin 2013-début 2014, avec les « fausses cabines vides »,,.
Selon un sondage de Harris Interactive pour RTL et Auto Plus publié en juin 2014, 64 % des Français estiment que les radars automatiques servent seulement à remplir les caisses de l'État,,, mais en même temps, la France a une politique d'avertissement des conducteurs, au travers de la signalisation routière.
Début 2019, la France compte 3 439 radars, soit 6,3 radars pour 1 000 km2 de territoire. Pour 100 km de routes, elle en dénombre 0,3 : un nombre assez faible en Europe (il est de 0,7 en Allemagne, 1 en Espagne, 1,2 en Belgique, 1,5 au Royaume-Uni, 3,4 en Italie).

#### Italie
En 2019, l'Italie compte 10 175 radars automatiques. Les citoyens italiens jugent les radars trop nombreux et les amendes trop chères.

#### Luxembourg
Le ministre des Travaux publics et des Transports du Luxembourg a annoncé en janvier 2007 qu'une série de radars automatiques, fixes et mobiles, serait en fonction dès 2008.

### Suisse
Il existe près de huit cents installations fixes en Suisse.
Douze radars fixes ont été disposés sur l'autoroute de contournement (A1 et A1a) de Genève, certains ayant été décorés par la police suivant des thèmes typiques du pays : la vache « taches noires sur fond blanc ». Sur la dizaine de boites disposées, une seule contient le dispositif cinémomètre à un instant donné. Les autres sont des boites vides[réf. nécessaire]. Les radars mesurent la vitesse avec le principe doppler en éloignement, cela rend la détection par capteur peu ou pas utilisable.
Il y a dix radars fixes automatiques de nouvelle génération (LMS-04) sur l'autoroute A1 entre Genève et Lausanne (entre l'échangeur du Vengeron et l'échangeur d'Ecublens), ce qui laisse environ 5 km de distance entre chaque radar. Ces radars sont orientés dans une seule direction, mais ils sont pivotants, c'est-à-dire qu'ils peuvent être tournés dans une direction ou dans l'autre. La double face sert à flasher de face ainsi que de dos, pour s'assurer que les motards ne passent plus entre les gouttes. La mesure se fait en approche, avec une technique laser, sur plusieurs voies de circulation. Un dispositif de reconnaissance tente de déterminer le type de chaque véhicule mesuré, afin d'adapter la vitesse limite. Par exemple les véhicules tractant une remorque doivent circuler au maximum à 80 km/h sur le réseau suisse.
Le contournement de Lausanne compte, lui, quatre installations fixes (deux à Crissier, une entre La Blécherette et Villars-Ste-Croix et une à l'entrée du tunnel de Belmont direction Valais), chacun utilisant une technique de mesure différente : laser, doppler, boucles magnétiques ou capteur piézo. Il existe en outre 3 installations qui ne sont plus utilisées (une à l'échangeur Ecublens direction Crissier et deux à l'échangeur Villars Ste Croix direction Genève et Yverdon) mais qui sont restées en place, car leur effet dissuasif est toujours aussi efficace.
La poursuite des contrevenants de l'autre côté de la frontière est systématique pour les amendes dont le montant atteint ou dépasse 100 CHF (plus de 42 500 demandes à la France en 2005)[réf. nécessaire]. En 2007 et 2008, environ 75 000 automobilistes français ont été verbalisés par année. Parmi ces infractions, 75 % des amendes ont été payées sans avoir besoin de recourir à l’exécution forcée par la coopération franco-suisse. En 2008, le centre de coopération policière et douanière (CCPD) italo-suisse de Chiasso à effectuer 110 000 identifications d'automobilistes verbalisés en Italie et en Suisse, dont 101 817 concernaient des conducteurs italiens.
De plus, dans les agglomérations, des radars fixes sont souvent installés aux carrefours, contrôlant la vitesse ainsi que le respect des feux de circulation.

### Amérique du Nord

#### Canada
L'usage de radars automatiques est depuis longtemps débattu mais une forte résistance retarde son implantation. La Colombie-Britannique avait installé ce système pendant les années 1990 mais il a été retiré pour se concentrer sur les feux tricolores. En 2007, le gouvernement du Québec va de l'avant avec un projet pilote de quinze radars. Ceux-ci distribuent alors des billets de courtoisie aux contrevenants. Depuis le 19 août 2009, les conducteurs pris en infraction par les quinze photos radars de la province reçoivent par la poste un constat d'infraction assorti d'une amende à payer.
En Alberta, des restrictions[Lesquelles ?] sont développées sur l'installation des radars.
Le Québec compte 23 CINP; 21 FERG; 258 MOBL[Quoi ?].

#### États-Unis

##### 1955: le radar routier qui photographie
Le journal de Mickey présente dans une rubrique intitulée  « Dans le monde entier » l'invention d'un spécialiste américain permettant de photographier la plaque minéralogique d'un automobiliste en excès de vitesse, avec possibilité pour la maréchaussée de lui envoyer la contravention à laquelle il a droit. L'invention (illustrée d'un dessin) est alors qualifiée du vocable expérimental d' « agent de police électronique ».

## Risque d'erreur

### France
Les exemples ne manquent pas, qu'il s'agisse de tracteurs ou voitures sans permis flashés à des vitesses supérieures à 100 km/h ou d'automobilistes dont les véhicules étaient au garage ou à l'autre bout d'un pays. Si ces ratés sont très appréciés de la rubrique faits-divers des journaux français, ils peuvent provenir d'erreurs de lecture de plaque ou de l'utilisation de fausses plaques portant l'immatriculation d'un autre véhicule. Une des erreurs les plus communes est par exemple la présence d'un point noir modifiant l'aspect des caractères ou une plaque tronquée dont le premier chiffre n'est pas lisible[réf. nécessaire]. D'autre part, certains radars ne seraient pas fixés convenablement : l'angle avec la voie doit être de 25° : un angle inférieur augmente artificiellement la vitesse ; à l'inverse, un angle supérieur la diminue[réf. nécessaire]. Le problème viendrait davantage de l'utilisation de la technologie (politique du chiffre ou jalon manquant pour étalonner les radars mobiles[réf. nécessaire]) que de la technologie elle-même.